# Bill Cosby: Himself
Bill Cosby: Himself è album comico parlato dell'attore statunitense Bill Cosby.

## Il disco
L'album contiene i momenti più divertenti tratti dall'omonimo film. Si tratta dell'unico disco di Cosby pubblicato dall'etichetta Motown Records.

## Tracce
1. The Dentist – 5:59
2. Natural Childbirth – 8:16
3. Brain Damage – 4:20
4. Kill the Boy – 4:07
5. Chocolate Cake for Breakfast – 7:44
6. The Same Thing Happens Every Night – 7:56
7. The Grandparents – 7:06